# Horská chata arcivévody Otty
Horská chata arcivévody Otty, německy Erzherzog-Otto-Schutzhaus (zkr. Otto-Schutzhaus) je horská chata spolku OeAV a nachází se na náhorní plošině Raxu v nadmořské výšce 1644 m.

## Poloha

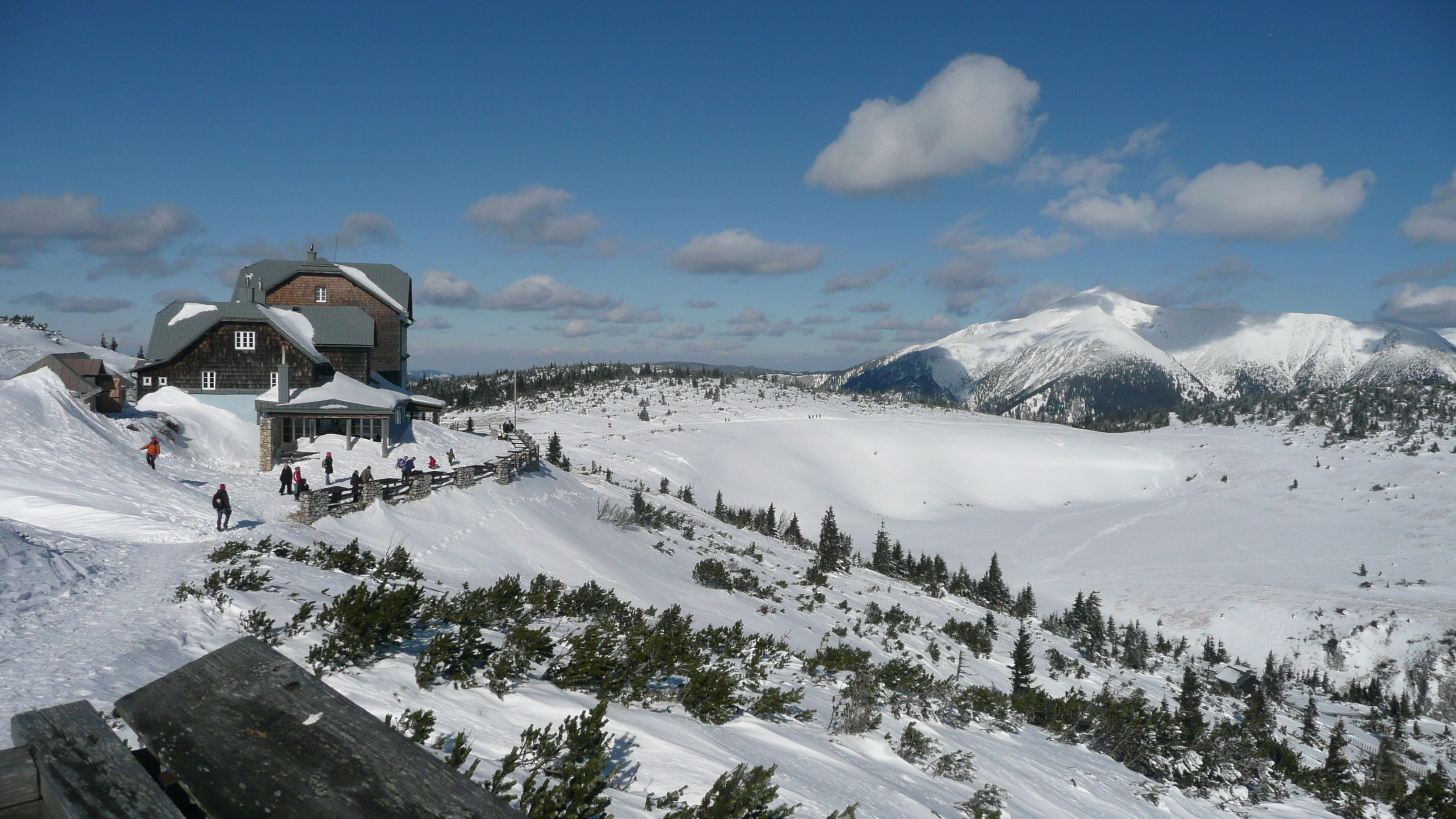
Horská chata arcivévody Otty, únor 2010

Otto-Schutzhaus leží severovýchodně od hory Jakobskogel (1737 m n. m.), vyvýšenině Raxplateau. Východně pod ním se nachází alpská zahrada Rax, kde se také nachází pitoreskní skalní brána (Törlweg).
Nedaleko Ottovy chaty je pamětní deska alpinisty a fotografa Dr. Fritze Benesche.

## Dějiny
Chata byla po roční výstavbě otevřena roku 1893 Emilem Hatlanekem, již roku 1909 Hansem Haidem von Haidenburg rozšířena a roku 1996 dvorním radou Dr. Josefem Zinkelem generálně opravena.
Horská chata nese jméno arcivévody Oty Františka Rakouského, jehož rozhodnutí podle záznamů motivovalo množství sponzorů k podpoře stavby horské chaty, mezi nimiž byli např. Nathaniel Rothschild, Pivovar Liesing či vídeňská elektrická společnost Egger & Comp.